# 덕진면
덕진면(德津面)은 대한민국 전라남도 영암군의 면이다. 넓이는 26.2km2이고, 인구는 2011년 3월 31일을 기준으로 1,071세대 2,114명이다.

## 행정 구역
- 금강리
- 노송리
- 덕진리
- 백계리
- 영등리
- 영보리
- 용산리
- 운암리
- 장선리

## 교육
- 덕진초등학교 (덕진리)